# Ulosa jullieni
Ulosa jullieni är en svampdjursart som först beskrevs av Topsent 1892.  Ulosa jullieni ingår i släktet Ulosa och familjen Esperiopsidae. Inga underarter finns listade i Catalogue of Life.